# 머리 시스걸
머리 시스걸(Murray Schisgal, 1926년 11월 25일 ~ 2020년 10월 1일)은 미국의 극작가다. 1막물인 <타이피스트> <호랑이>(1964) 등에 이어, 현대인의 사랑과 생명을 꼬집은 장편 <사랑>을 썼다. 1963년 런던에서 초연(初演)했고, 1964년 뉴욕에서 상연되었다. 2020년 10월 1일에 뉴욕 포트체스터에서 숙환으로 사망하였다.

## 참고 문헌
- 이 문서에는 다음커뮤니케이션(현 카카오)에서 GFDL 또는 CC-SA 라이선스로 배포한 글로벌 세계대백과사전의 내용을 기초로 작성된 글이 포함되어 있습니다.